# Sesuvium
A Sesuvium a szegfűvirágúak (Caryophyllales) rendjébe, ezen belül a kristályvirágfélék (Aizoaceae) családjába tartozó nemzetség.

## Előfordulásuk
A Sesuvium-fajok előfordulási területe magába foglalja majdnem az egész Ausztráliát, Afrikát, Dél-Amerikát és Észak-Amerikának a déli felét. Ázsia déli részén is őshonos, az Arab-félszigettől egészen Vietnámig, északra Japánig. Csak Szíriába és Iránba telepítették be.

## Rendszerezés
A nemzetségbe az alábbi 13 faj tartozik:
- Sesuvium ayresii Marais
- Sesuvium congense Welw. ex Oliv.
- Sesuvium crithmoides Welw.
- Sesuvium edmonstonei Hook.f.
- Sesuvium humifusum (Turpin) Bohley & G.Kadereit
- Sesuvium hydaspicum (Edgew.) Gonç.
- Sesuvium maritimum (Walter) Britton, Sterns & Poggenb.
- Sesuvium mezianum (K.Müll.) Bohley & G.Kadereit
- Sesuvium portulacastrum (L.) L. - típusfaj
- Sesuvium rubriflorum (Urb.) Bohley & G.Kadereit
- Sesuvium sesuvioides (Fenzl) Verdc.
- Sesuvium trianthemoides Correll
- Sesuvium verrucosum Raf.